# Mariana Seoane
Mariana Alejandra Seoane García, nota come Mariana Seoane (Città del Messico, 10 giugno 1976), è un'attrice e cantante messicana.
Nel 2004 ha vinto il Premio Lo Nuestro come "rivelazione pop".

## Discografia
- 2004 - Seré una niña buena
- 2005 - La niña buena
- 2006 - Con sabor a... Mariana
- 2007 - Mariana esta de fiesta... atrévete!!!
- 2007 - Que no me faltes tú y muchos éxitos más
- 2012 - La malquerida

## Filmografia parziale
Televisione
- Retrato de familia (1995-1996)
- Tres mujeres (1999-2000)
- Atrévete a Olvidarme (2001)
- Rebeca (2003-2004)
- La fea mas bella (2006)
- Tormenta en el paraíso (2007-2008)
- Mañana es para siempre (2008-2009)
- Adictos (2009)
- Mar de amor (2009-2010)
- Por ella soy Eva, regia di Benjamin Cann (2012)
- La tempestad (2013)
- Hasta el fin del mundo (2014-2015)
- Il detenuto (El recluso) – serie TV, 13 episodi (2018)
- La suerte de Loli (2021)